# Warneckea wildeana
Warneckea wildeana é uma espécie de planta da família Melastomataceae.
Pode ser encontrada nos seguintes países: Camarões e Gabão.